# Nedre Sula Nationalpark
Nedre Sula Nationalpark (ukrainsk: Нижньосульський національний природний парк) (Også: Nisjnij Novgorod Nationalpark) er en nationalpark i Ukraine, der dækker den nedre del af Sula-floden, fra hvor den kommer ind i Krementjukreservoiret, 120 km sydøst for Kiev. Områdets omfattende moser, sumpe og andre vådområder er vigtige levesteder for fisk, vandfugle og flodsletteplanter. Parken ligger administrativt i rajonerne Hlobyne, Orzhytsia- og Semenivskyj i Poltava oblast og Zolotoniskyj rajon (indtil juli 2020, Tjornobajiv rajon) i Tjerkasy oblast.

## Topografi
Parken blev dannet i 2010 ved at kombinere en række beskyttede områder, som hver især bevarer sin oprindelige form. Disse omfatter:
- Det nationale vartegn "Sulinsky", et gyde- og overvintringssted for fisk i vådområderne på kanten af reservoiret.
- Hydrologisk reservat "Velikoselytsky", et kompleks af lavvandede søer, flodsletter og sumpe.
- Hydrologisk reservat "Plekhovsky", et eng- og moseområde med vilde elge, ræv, husmår og vildsvin.
- Hydrologisk reservat "Salt", et område med saltholdig jord og saltplanter.
- Hydrologisk reservat "Rogozovs hjørne", et område med søer, højmoser og sumpe.
- Reservatet "Onyshkivsky", et landskabsreservat.
- Kulturarvsstedet "Tarasenkovsky", en kulturpark og også et entomologisk reservat.
- Hydrologisk reservat "Chutovsky", som også omfatter lokale kulturværdier.

Disse områder er spredt langs Sula-floden, det lavere bifloder, og tilløb til Kremenchukreservoiret. Meget af terrænet er fladt, især omkring Sulsky-bugten, som munder ud i reservoiret; andre områder af højre bred er bakkede. I bugten når nogle øer 2-6 meter over vandoverfladen
Klimaet i Nedrer Sula er efter Köppen klimaklassificering (Dfb) fugtigt kontinentalt klima (undertypen varm sommer). Dette klima er kendetegnet ved store sæsonbestemte temperaturforskelle og en varm sommer (mindst fire måneder i gennemsnit over 10 oC , men ingen måned i gennemsnit over 22 oC.
Nedre Sula ligger i den vestlige udkant af økoregionen den østeuropæiske skovsteppe- , en overgangszone mellem løvskovene i nord og græsarealerne mod syd. Denne økoregion er karakteriseret ved en mosaik af skove, stepper og flodvådområder.

## Flora og fauna
Parken ligger i en botanisk zone af terrasser med engstepper, ege-fyrskove, flodsletter (af Sula-floden og bifloder), eutrofiske moser og eng-halofytisk vegetation (stærkt påvirket af oprettelsen af reservoiret i 1959). Store områder af reservoiret er lavvandede, og vandvegetationen er blevet højt udviklet. Fordi områdets økologi er relativt ny, er det endnu ikke fuldt ud undersøgt. Det menes, at der findes over 600 arter af karplanter i parkens område.

## Offentlig brug
Der blev åbnet en ny økologisk tursti i 2017 der kommer omkring en række af parkens repræsentative habitater og informationsskilte. Parken støtter uddannelsesprogrammer for lokale skolebørn. Meget af parken er afsat til naturbeskyttelse, men rekreativ brug er tilladt i udpegede områder, og svømning, rekreativt fiskeri og vandture er populære. Der har tidligere været problemer med ulovligt fiskeri, krybskytteri og ikke-tilladt privat brug. Sikkerhedsforanstaltninger er steget i de senere år; under et undertrykkelse af ulovligt fiskeri i 2012 fjernede parkens embedsmænd 12,8 kilometer forbudte net fra parkens farvande.